# Сусло

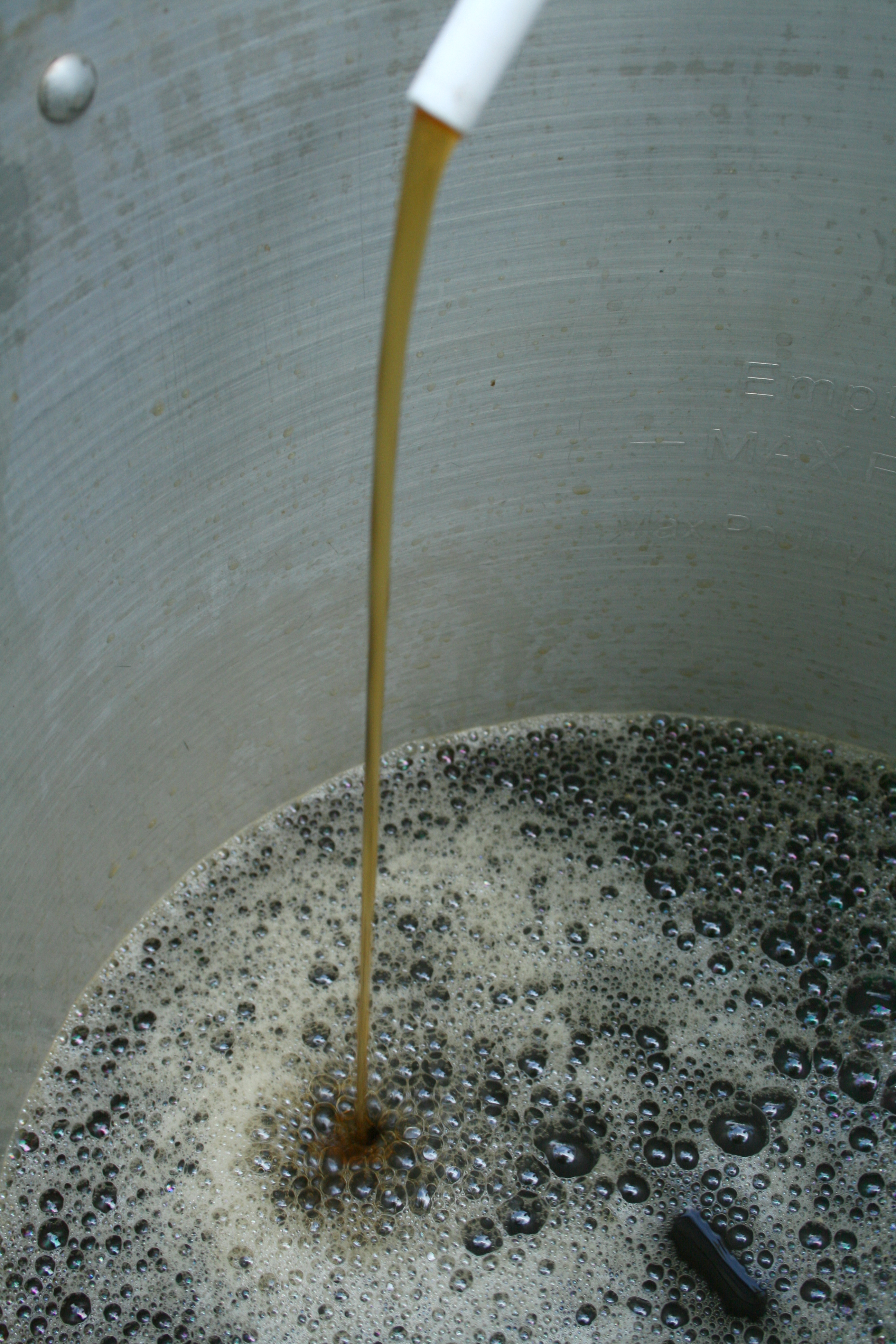
Злив сусла

Су́сло — водний розчин екстрактивних речовин фруктової, ягідної та іншої сировини, призначеної для зброджування.
Сусло у пивоварінні та виноробстві — продукт із розім'ятого затертого зерна (зазвичай солоду) з водою, розігрітий з паузами при певних температурах, при яких ферменти солоду руйнують крохмаль плодів з утворенням цукру, зазвичай мальтози. Виноградне сусло, що використовується у виноробстві, називається мустом.